# Бага Дмитро Анатолійович
Дмитро Анатолійович Бага (біл. Dzmitryj Baha, нар. 4 січня 1990, Мінськ) — білоруський футболіст, півзахисник клубу БАТЕ.

## Клубна кар'єра
Вихованець мінської «Зміни», перший тренер — Михайло Францевич Шутович. З 2007 року виступає за борисовський БАТЕ. У 2008 році дебютував за першу команду. З 2010 року почав частіше виходити в основному складі борисовського клубу. 10 квітня 2012 року оформив перший «дубль» у кар'єрі, відзначившись двома голами у воротах мінського «Динамо». 21 лютого 2013 року Дмитрі отримав червону картку вже на 20-й хвилині матчі 1/16 фіналу Ліги Європи проти турецького клубу «Фенербахче». Турецька команда здобула перемогу з рахунком 1:0, продовживши виступи в єврокубках. Тривалий час виступав на позиції центрального півзахисника, а в сезоні 2013 року його частіше використовували на правому фланзі, при цьому першу частину чемпіонату Бага виглядав не дуже добре, однак в кінцівці сезону відзначився декількома голами.
Сезон 2014 року розпочав як головний правий нападник, але 5 травня в матчі проти «Мінська» отримав травму. 10 травня, продовжуючи відновлення від травми, Дмитро дебютував з БАТЕ в поєдинку проти «Слуцька» на Борисов-Арені як коментатор матчу. Повернувся на поле в серпні, але переважно виходив на поле з лави запасних. Лише наприкінці сезону вийшов на поле у стартовому складі. 9 листопада 2014 року у матчі проти «Нафтана» зіграв 100-й матч у чемпіонаті Білорусі.
Дмитро — автор першого гола БАТЕ у 2015 році, коли 21 березня відзначився голом у півфіналі кубку Білорусі проти гродненського «Німана».
У січні 2016 року перейшов до клубу «Хапоеля» з Хайфи, з яким підписав 6-місячний контракт з можливістю продовження на ще один рік. Незабаром закріпився основному складі команди, яка наприкінці сезону змогла зберегти місце в елітному дивізіоні. У червні 2016 року перебрався в грецький клуб «Атромітос» (Афіни), де також був гравцем основи.
У липні 2017 року повернувся до борисовського БАТЕ. Спочатку грав у стартовому складі на позиції правого захисника, а згодом став гравцем ротації. У сезоні 2018 року — гравець стартового складу борисовського клубу. У грудні 2018 року підписав новий контракт з БАТЕ.

## Виступи за збірні
У 2008 році дебютував у складі юнацької збірної Білорусі, взяв участь у 5 іграх на юнацькому рівні.
З 2009 року залучався до складу молодіжної збірної Білорусі. Бронзовий призер чемпіонату Європи 2011 року в Данії. На молодіжному рівні зіграв у 31 офіційному матчі, забив 1 гол (на молодіжному чемпіонаті Європі, єдиний гол білорусів на турнірі).
Захищав кольори олімпійської збірної Білорусі на Олімпійських іграх 2012 року у Лондоні. На турнірі відзначився першим голом в історії білоруської збірної (у воротах Нової Зеландії), який також приніс білорусам перемогу в матчі.
У футболці національної збірної Білорусі дебютував у товариському матчі проти збірної Японії. Після цього тривалий період часу не вступав у збірній, повернувшись до національної команди у 2018 році.

## Особисте життя
Молодший брат Олексія Баги, колишній професіональний футболіст та головний тренер БАТЕ.

## Статистика виступів

### Клубна
| Клуб | Сэзон | Чемпіонат | Чемпіонат | Чемпіонат |
| Клуб | Сэзон | Дивізіон  | Матчі     | Голи      |
| ---- | ----- | --------- | --------- | --------- |
| БАТЕ | 2015  | Вища ліга | 18        | 3         |
| БАТЕ | 2017  | Вища ліга | 10        | 0         |
| БАТЕ | 2018  | Вища ліга | 26        | 3         |

## Досягнення

### Клубні
БАТЕ
- Білоруська футбольна вища ліга
  -  Чемпіон (10): 2008, 2009, 2010, 2011, 2012, 2013, 2014, 2015, 2017, 2018

- Кубок Білорусі
  -  Володар (3): 2010, 2015, 2020

- Суперкубка Білорусі
  -  Володар (5): 2010, 2011, 2013, 2014, 2015

«Гомель»
- Кубок Білорусі
  -  Володар (1): 2022

### У збірній
- Молодіжний чемпіонат Європи
  -  Бронзовий призер (1): 2011